# 松尾昭一
松尾 昭一（まつお しょういち、1948年3月2日 - ）は、日本の元裁判官。福岡大学法学部法律学科卒業。宮崎地方裁判所長兼宮崎家庭裁判所所を経て福岡高等裁判所部総括判事（第2刑事部）。

## 来歴
- 1972年　司法修習生（第26期）
- 1974年　東京地方裁判所判事補任官
- 1977年　那覇地方裁判所判事補
- 1979年　東京地方裁判所判事補
- 1983年　名古屋高等裁判所金沢支部判事職務代行
- 1986年　大分地方裁判所・大分家庭裁判所判事
- 1990年　京都地方裁判所・京都家庭裁判所判事
- 1993年　東京高等裁判所判事

水戸地方裁判所部総括判事、東京高等裁判所判事、横浜地方裁判所部総括判事（第2刑事部）を歴任。
- 2006年　宮崎地方裁判所長兼宮崎家庭裁判所長
- 2008年2月　福岡高等裁判所部総括判事（第2刑事部）
- 2011年2月　大阪高等裁判所部総括判事
- 2013年3月　定年退官
- 2019年5月　瑞宝重光章受章[2]。

## 担当訴訟
- 横浜事件再審（横浜地裁裁判長 無罪判決ではなく免訴の判決を下したが、この判決には賛否両論が挙がった。2006年）
- 水戸事件刑事第一審（水戸地裁裁判長 知的障害者の女性らに対し性的暴行を加えたとされる被告人に執行猶予付き判決を下した）
- 長崎市長射殺事件控訴審（福岡高裁裁判長 「冷酷で用意周到な計画を練って実行したとまでは言えない。死刑判決は重過ぎる」とし一審の死刑判決を破棄し無期懲役を判決を下した）